# Óscar Sousa
Pour les articles homonymes, voir Sousa.
Óscar Sacramento e Sousa, né en 1951, est un lieutenant-colonel homme politique santoméen, membre du Mouvement pour les forces de changement démocratique - Parti libéral puis du Mouvement pour la libération de Sao Tomé-et-Principe – Parti social-démocrate. Il est ministre des Affaires étrangères en 2004 puis en 2006 et ministre de la Défense et de l'Ordre intérieur par trois fois, de 2003 à 2008, de 2012 à 2014 et de 2018 à 2021.

## Biographie
Óscar Sousa est ministre de la Défense et de la Sécurité puis de l'Agriculture, avant de prendre le portefeuille des Infrastructures au début des années 1990. Il arrête ensuite la vie politique, avant, sous la demande du président en place Fradique de Menezes après le coup d'État de 2003, d'occuper une nouvelle fois le poste de ministre de la Défense et de l'Ordre intérieur, qu'il garde jusqu'en 2008. Il est membre successivement des VIIIe (Maria das Neves), IXe (Damião Vaz d'Almeida),, Xe (Maria do Carmo Silveira), XIe (Tomé Vera Cruz) et XIIe (Patrice Trovoada) gouvernements. Il est également ministre des Affaires par deux fois durant cette période, du 15 au 30 mars 2004 en remplacement de Mateus Meira Rita puis du 16 janvier au 21 avril 2006 après la démission d'Ovídio Pequeño,.
Alors membre du Mouvement pour les forces de changement démocratique - Parti libéral, il est nommé ambassadeur à Angola fin 2009. Cependant, trois mois après, en décembre de la même année, aucune confirmation n'est parvenue d'Angola pour confirmer sa nomination.
Il est nommé une nouvelle fois ministre de la Défense et de l'Ordre interne sous Gabriel Costa, dans le XVe gouvernement de décembre 2012 à novembre 2014. Après la création d'un nouveau gouvernement de l'ADI, dirigé par Trovoada, Óscar Sousa est nommé le 15 novembre 2014 conseiller du président de la République Manuel Pinto da Costa pour les questions de défense et de sécurité. Il entre en fonction le 1er février 2015.
En décembre 2018, avec la venue au pouvoir du MLSTP-PSD sous l'égide de Jorge Bom Jesus, Sousa obtient le portefeuille de la Défense et de l'Ordre interne dans le XVIIe gouvernement. Il est démis de ses fonctions en août 2021 pour des raisons de santé, à la demande du Premier ministre, qui conserve l'intérim pendant six mois.

## Tentative d'assassinat
Patrice Trovoada, ancien premier ministre, est accusé d'avoir ordonner son assassinat lors du coup d'État de 2003, ainsi que celui de Fradique de Menezes.